# Euphrasia taurica
Euphrasia taurica är en snyltrotsväxtart som beskrevs av Ganeschin. Euphrasia taurica ingår i släktet ögontröster, och familjen snyltrotsväxter. Inga underarter finns listade i Catalogue of Life.